# حسین رونقی
حسین رونقی ملکی (زادهٔ ۱۴ تیرِ ۱۳۶۴) فعّالِ حقوق بشر، کنشگر مدنی، وبلاگ‌نویس، روزنامه‌نگار و زندانی سیاسی اهل ایران است. او حضوری فعال در شبکه‌های اجتماعی و سابقهٔ بازداشت و زندان در زندان‌های جمهوری اسلامی ایران را دارد. او در حوزهٔ برنامه‌نویسی، ساختن وبلاگ و فراهم آوردن زمینه‌هایی برای عبور از سد فیلترینگ، تلاش‌هایی را برای مبارزه با سانسور انجام داده است و به همین دلیل شش سال زندانی شد.
رونقی در جریان خیزش ۱۴۰۱ ایران در ۲ مهر بازداشت شد و پس از آنکه در زندان اوین مورد شکنجه قرار گرفت، دست به اعتصاب غذای تَر زد که باعث وخامت حال او شد. در ۲۲ آبان، مسئولان زندان اوین مدعی شدند که حسین رونقی را به بیمارستان دی منتقل کرده‌اند. گروهی از مردم در واکنش به وضعیت او، در مقابل بیمارستان تجمع کردند و شعار «مرگ بر دیکتاتور» دادند. مأموران برای متفرق کردن آن‌ها اقدام به تیراندازی و شلیک گاز اشک‌آور کردند.

## زندگی شخصی
حسین رونقی، زادهٔ ۱۴ تیرِ ۱۳۶۴ در ملکان، آذربایجان شرقی است. او دانشجوی رشتهٔ نرم‌افزار کامپیوتر دانشگاه آزاد اراک بود.

## فعالیت‌ها
حسین رونقی پیش از انتخابات ریاست‌جمهوری ایران (۱۳۸۸) با نام مستعار بابک خرمدین در ایران به وبلاگ‌نویسی می‌پرداخت. او مسئول کمیتهٔ مبارزه با سانسور در ایران «ایران پروکسی» بود. این گروه فهرستی از وب‌سایت‌ها را برای عبور از فیلترینگ تهیه و از طریق ایمیل به افراد ارسال می‌کرد.
حسین رونقی در شش فروردین ۱۴۰۳، در سفر به زاهدان در مسجد جامع مکی زاهدان با مولوی عبدالحمید دیدار و گفتگو کرد. بر پایه این گزارش، حسین رونقی افطار را مهمان مولوی عبدالحمید و مسجد مکی بوده است. حال‌وش در عین حال از احضار و تهدید سه عضو مسجد مکی زاهدان، و سرقت موبایل و شکستن شیشه خودرو مسافران نوروزی از سوی مأموران امنیتی در خبر داد.

## بازداشت‌ها

### بازداشت ۱۳۸۸
حسین رونقی در ۲۲ آذر ۱۳۸۸ به همراه برادرش حسن رونقی ملکی در منزل پدری‌اش در شهر ملکان بازداشت شدند. بازداشت برادر وی به خاطر اعمال فشار بر وی برای گرفتن اعتراف و پذیرفتن اتهامات صورت گرفت. رونقی و برادرش در زندان شدیداً تحت فشارهای جسمی و روحی قرار گرفتند تا جایی که بنا بر گفتهٔ خانواده‌اش، حسن رونقی در اثر شکنجه‌ها از ناحیهٔ مهره‌های پشت گردن آسیب دید. برادر وی یک ماه بعد با قرار وثیقه ۸۰ میلیون تومانی از زندان آزاد شد. در تاریخ ۲۴ اسفند ۱۳۸۸ روزنامهٔ کیهان با انتشار گزارشی در مورد وی اتهامات سنگینی را متوجه این وبلاگ‌نویس کرد. در این گزارش، وی متهم به اقدام علیه امنیت ملی و ارتباط با سازمان‌های خارج از کشور و پول گرفتن از آنان شده بود.
تداوم فشارها بر وی در سلول‌های انفرادی برای گرفتن اعتراف اجباری باعث شد که رونقی در سوم خرداد ۱۳۸۹ دست به اعتصاب غذا زده و به سلول انفرادی منتقل شود. پس از اعتصاب غذایش پدر و مادر وی برای پیگیری وضعیتش به تهران مراجعه کردند؛ اما هیچ خبری از فرزندشان به دست نیاورده و مسئولان قضایی پاسخی به آن‌ها ندادند. در پی شنیدن جواب منفی برای ملاقات حضوری از سوی دادستان تهران، مادر حسین رونقی، هم‌زمان با فرزندش تصمیم به اعتصاب غذا گرفت تا این که وی پس از نزدیک به دو هفته اعتصاب غذای خود را شکست.

#### اتهامات و زندان
با گذشت ۱۰ ماه از بازداشت حسین رونقی ملکی در بند ۲ الف زندان اوین سرانجام در ۱۳ مهر ۱۳۸۹، از سوی شعبهٔ ۲۶ دادگاه انقلاب، حکم ۱۵ سال حبس تعزیری برایش صادر و به وی ابلاغ شد و وی به دلیل خودداری از امضای حکم، مورد ضرب و شتم رئیس دفتر و مأموران همراه قرار گرفت؛ به همین علت، او در ۱۵ مهر ۱۳۸۹ برای سومین بار در طول دورهٔ زندان، در اعتراض به حکم خود، دست به اعتصاب غذا زد که وضعیت وخیم جسمی‌اش را در پی داشت. با تشدید بیماری کلیوی حسین رونقی برخلاف توصیهٔ مسئولان بهداری زندان، نهادهای امنیتی به او اجازه ندادند که به بیمارستان منتقل شود.
در ۲۹ آبان ۱۳۸۹ پروندهٔ حسین رونقی که با اعتراض وکلایش مواجه شده بود به دادگاه تجدید نظر ارسال شد و در ۱۰ آذر ۱۳۸۹، حکم ۱۵ سال حبس تعزیری حسین رونقی ملکی از سوی شعبهٔ ۵۴ دادگاه تجدید نظر به تأیید رسید و به بند ۳۵۰ زندان اوین منتقل شد. اتهامات وی در دادگاه، «عضویت در شبکهٔ ایران پروکسی با هدف اخلال در امنیت کشور، توهین به رهبری، توهین به بنیان‌گذار جمهوری اسلامی، نشر اکاذیب به قصد تشویش اذهان عمومی و فعالیت تبلیغی علیه نظام جمهوری اسلامی ایران» عنوان شد.
وی دو بار در ۱۹ تیر ۱۳۹۰ و مرداد همان سال در نامه‌هایی به دادستان تهران خواستار مرخصی استعلاجی شد و در آن نامه‌ها از وضعیت بد خود و زندان و فشارهای نهادهای غیرقانونی در زندان سخن گفت. این نامه سبب شد که وی در ۲۴ مرداد ۱۳۹۰ و در زندان، مورد ضرب و شتم قرار بگیرد؛ وی بر اثر این ضرب و شتم به بیمارستان طالقانی تهران منتقل شده و چند ساعت را در بیهوشی بود. رونقی در همان شب در حالی که از وضعیت مناسبی برخوردار نبود به زندان اوین بازگردانده شد و از داشتن مرخصی محروم بود. حسین رونقی در ۴ آبان ۱۳۹۰ به دلیل عدم انتقال به موقع به بیمارستان و عدم مرخصی استعلاجی، یک کلیه خود را از دست داد و دوباره تحت عمل جراحی قرار گرفت. او در پی مداخلهٔ اطلاعات سپاه در پرونده خود و ممانعت از دریافت مرخصی استعلاجی در آذر ۱۳۹۰ دست به اعتصاب غذای نامحدود زد.

#### آزادی از زندان

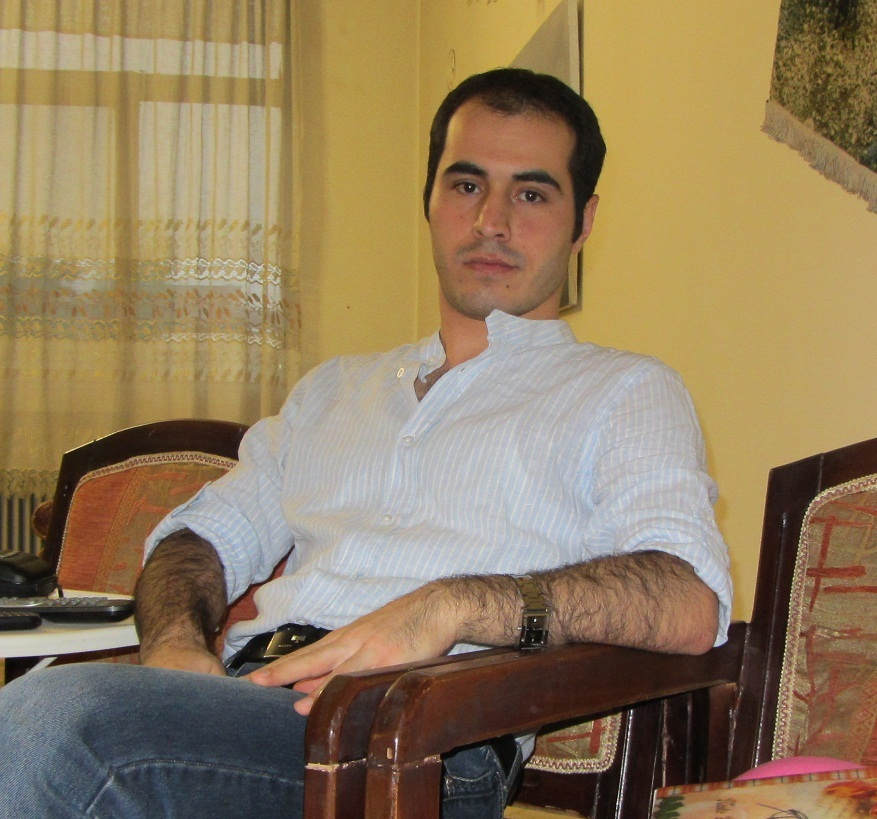
رونقی در سال ۱۳۹۱، اندکی پس از آزادی از زندان.

رونقی بعد از سه سال حبس، در تیر ۹۱ برای درمان به مرخصی آمد، اما پس از مدتی در جریان کمک‌رسانی به زلزله‌زدگان آذربایجان، قبل از پایان دورهٔ درمانی، با ضرب و شتم مأموران به زندان بازگردانده شد. او در اوایل تابستان ۱۳۹۴ با قرار وثیقهٔ یک میلیارد و چهارصد میلیون تومانی به مرخصی درمانی فرستاده شد اما زمستان همان سال حین درمان، به زندان بازگردانده شد تا باقی دوران محکومیت‌اش را طی کند.
در اردیبهشت ۱۳۹۵ حسین رونقی به تشخیص پزشکی قانونی به علت «عدم تحمل کیفر» از زندان اوین آزاد شد. او پس از آزادی در صفحهٔ فیسبوک خود نوشت: «بعد از چهل و یک روز اعتصاب غذا و سختی‌هایی که پدر و مادرم متحمل شدند و فشار روانی حاکم بر خانواده و اطرافیان این امر محقق شد».

#### واکنش‌ها
- سناتور مارک کرک در سنای آمریکا از حسین رونقی نام برد و گفت: «حسین رونقی ملکی، جوانی بیست و پنج ساله است که جزو اولین و جوانترین وبلاگ‌نویس‌هایی بود که سانسور اینترنتی حاکمیت را به چالش کشید. امروز او در زندان مخوف اوین، حبسی ۱۵ ساله را می‌گذراند. سلامت او نیز به دلیل داشتن عفونت کلیوی به خطر افتاده است».[۳۳]
- سازمان عدالت برای ایران با نوشتن نامه‌ای از اتحادیهٔ اروپا برای رسیدگی به وضعیت حسین رونقی ملکی درخواست کرد.[۳۴]
- زلیخا موسوی مادر حسین رونقی که شاهد وضعیت بد جسمی فرزندش در زندان بود ۱۶ خرداد ۱۳۸۸ در گفتگویی تنها خواست خود را مرخصی برای درمان فرزندش اعلام کرد، اما مسئولان امنیتی و قضایی همچنان از مرخصی وی جلوگیری کردند.[۶]
- مهدی خزعلی در واکنش به زندانی شدن حسین رونقی گفت: «حسین را که می‌بینی، باور نمی‌کنی که این جوان سرزنده و بشاش، به ۱۵ سال حبس محکوم شده است و قریب ۲ سال است که در بند است».[۳۵]
- پدر وی در ۱۸ مرداد ماه ۱۳۹۰ گفت: «حسین را دیشب باید در بیمارستان بستری می‌کردند. در آخرین ملاقاتی که با حسین داشتیم، هنوز از ناحیه کلیه و کیسه صفرای خود دچار مشکل بود و خون‌ریزی داشت. اما با وجودی که می‌دانند چقدر نیاز به رسیدگی پزشکی دارد، باز هم او را به زندان بازگرداند.»[۳۶]
- مالته اشپیتز، عضو اجرایی هیئت اتحاد سبزهای آلمان در واکنش به اعتصاب غذای حسین رونقی و وخامت حال وی و به نشانهٔ حمایت از او پدر خواندگی این زندانی سیاسی را پذیرفت و نامه‌ای در رابطه با وضعیت او خطاب به سرکنسول ایران در آلمان نوشت که در بخشی از آن آمده است: «وضعیت جناب آقای ملکی رونقی به دلیل مشکل کلیوی همچنان رو به وخامت است و درمان این بیماری بحرانی توسط قاضی پیر عباسی رد شده است. علاوه بر این آقای رونقی ملکی هنوز هم به دلیل بازجویی‌های مداوم در معرض استرس روحی و جسمی می‌باشد. بدین دلیل گمان می‌رود که ایشان حین چنین بازجویی‌هایی از نظر جسمی آسیب ببینند… این جانب به خصوص در مورد آقای رونقی ملکی به دلیل شرایط جسمانی ایشان آزادی فوری از بازداشت و آزادی مشروط و امکان درمان پزشکی خواهانم».[۳۷]

### بازداشت ۱۴۰۰
ایران را فروختند و دادند دست چین و روسیه. آب در آذربایجان نمانده؛ دریاچه (ارومیه) ما را خشک کرده‌اند. از جان مردم چه می‌خواهند؟! مردم خسته شده‌اند؛ این همه گرانی و بدبختی؛ هر که هم به خیابان می‌رود می‌زنند. پسر من از کشورش دفاع کرده و از مردمش حمایت کرده.

گفتار مادر حسین رونقی دربارهٔ وی
حسین رونقی نخستین قربانی طرح صیانت است که توسط نظام جمهوری اسلامی ایران بازداشت شد.
۴ اسفند ۱۴۰۰ رسانه‌ها ابتدا خبر از ناپدیدشدن حسین رونقی و سپس دستگیری او توسط نهادهای امنیتی دادند. او در روز قبل از دستگیری در یک رشته‌توئیت به نقد طرح محدودیت اینترنت در ایران، موسوم به طرح صیانت، پرداخته بود. برادر او، حسن رونقی، از تماس‌های ناشناس و تهدیدآمیز متعلق به نهادهای امنیتی، قبل از ناپدید شدن حسین خبر داد. خبرگزاری ایران اینترنشنال با تأیید خبر دستگیری او، اعلام کرد که از نهاد بازداشت‌کننده و محل نگهداری او اطلاعاتی در دست نیست. فعالان حقوق بشر اطلاع داده بودند که محل زندگی او مورد هجوم مأموران امنیتی قرار گرفته و برخی از وسایل او را برده‌اند.
در ۷ اسفند ۱۴۰۰، پس از گذشت ۳ روز بی‌خبری، وکلای او با حضور در دادسرای امنیت از بازداشت و تشکیل پرونده برای موکل خود، در شعبهٔ ۲ بازپرسی به ریاست بازپرس محمود حاج‌مرادی خبر دادند. یکی از وکلای حسین رونقی گفت: «به وکلای حسین به دلیل اینکه در لیست وکلای معتمد قوه قضاییه نبودند اجازه دسترسی به پرونده و کسب اطلاعات بیشتر داده نشد». برخی منابع در گفتگو با خبرگزاری هرانا، نهاد عامل بازداشت حسین رونقی را وزارت اطلاعات معرفی کردند.
۸ اسفند ۱۴۰۰ برادر حسین رونقی از تماس او با خانواده و اعتصاب خشک در بازداشت خبر داد. حسن رونقی در توییتر نوشت: «حسین با خانه تماس گرفت باهاش حرف زدم. از روز ربوده شدن اعتصاب خشک کرده است و زیاد سرحال نبود. بهش گفتم اعتصابت رو بشکن برات خطرناکه در جواب فقط سکوت کرد.»
او ۱۲ اسفند بعد از ۸ روز اعتصاب غذا که شامل چهار روز اعتصاب خشک بود، به قید وثیقه از زندان آزاد شد.

#### واکنش‌ها
|              | رضا پهلوی | توییتر |
| @PahlaviReza |           |        |

             حسین رونقی یک فعال دموکراسی‌خواه و پیگیر آزادی اینترنت است که جمهوری اسلامی در ایران او را زندانی کرده است. هیئت تحریریه وال استریت ژورنال با درخواست آزادی فوری او، به مردم ایران پیوست.
         

        ۲۷ فوریه ۲۰۲۲

- فعالان مدنی و سیاسی متعددی به بازداشت و ربوده‌شدن حسین رونقی اعتراض کردند.[۵]
- کاربران ایرانی توییتر، با به‌راه انداختن کارزاری خواهان آزادی حسین رونقی، دموکراسی‌خواه و فعال مدنی شدند.[۵۲]
- پدر حسین رونقی به ایران‌وایر گفت که او توسط مأموران امنیتی جمهوری اسلامی ربوده شده[۵۳] و مسئولیت جان فرزندش با شخص «علی خامنه‌ای»، رهبر جمهوری اسلامی است. او همچنین گفته است که اگر حسین را آزاد نکنند، خودش را به آتش می‌کشد.[۵۴]

### بازداشت ۱۴۰۱

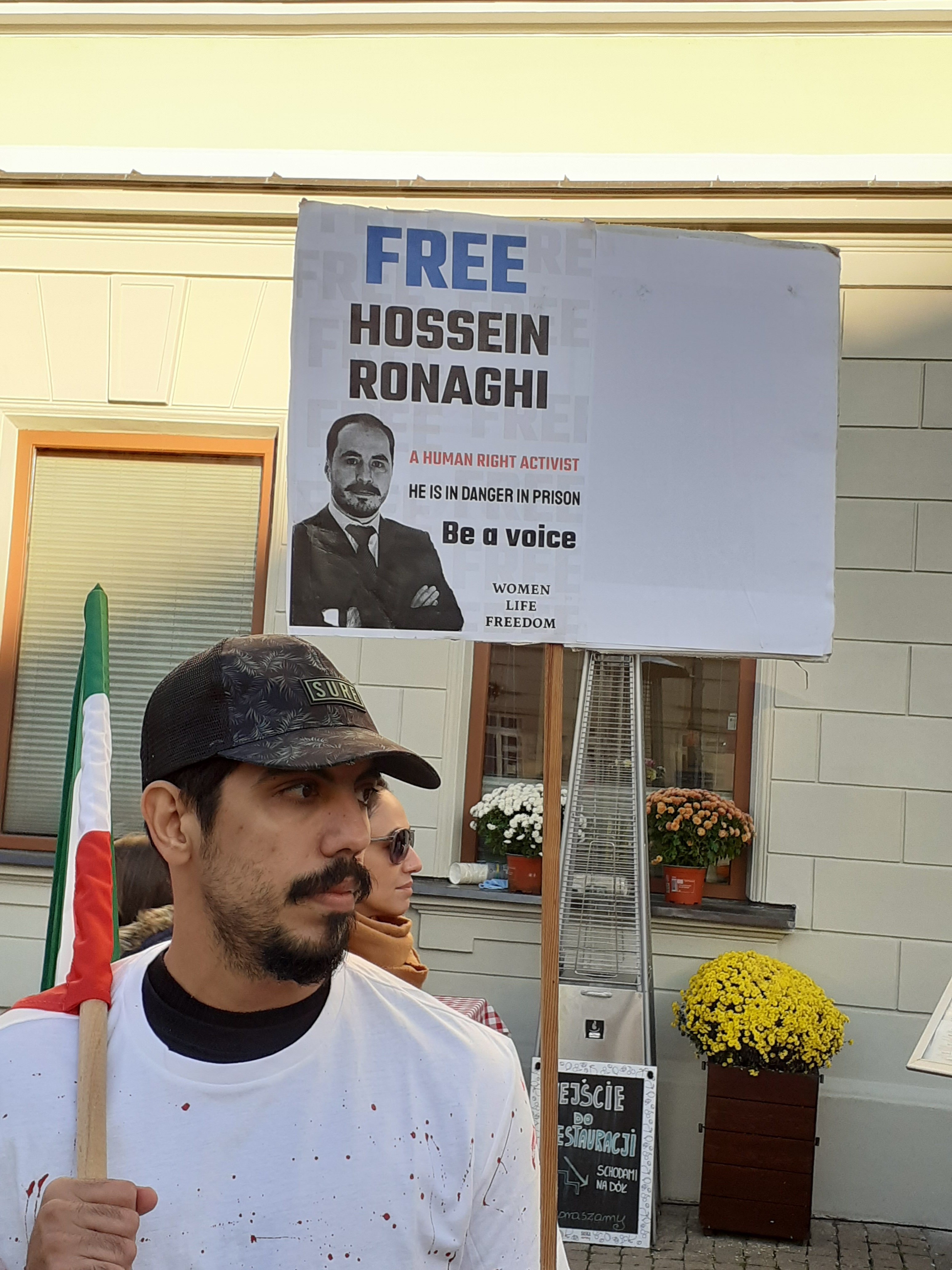
پلاکاردی با نوشتهٔ «حسین رونقی را آزاد کنید» در تظاهرات همبستگی با زنان ایرانی در ورشو.

در جریان خیزش ۱۴۰۱ ایران، رونقی پس از مصاحبه با تلویزیون ایران اینترنشنال اطلاع داد که از اقدام به «خفت‌گیری» مأموران امنیتی با استفاده از «پنجه‌بوکس و آمبولانس» گریخته است. او اعلام کرد که در ۲ مهر، به همراه وکیلِ خود به دادسرا مراجعه می‌کند و در صورت بازداشت، دست به اعتصاب خشک خواهد زد. وی همراه وکلایش میلاد پناهی‌پور و سعید جلیلیان به دادسرای اوین مراجعه کردند و پس از ضرب و جرح توسط مأموران در مقابل دادسرا بازداشت شدند. از لحظهٔ بازداشت او ویدیویی منتشر شده که او در حالی‌که فریاد می‌زند «می‌خواهم به دادسرا بروم»، عده‌ای تلاش می‌کنند او را به زور سوارِ یک خودرو کنند.رونقی از ابتدای ورود به زندان، اعتصاب غذای خود را آغاز کرد و خانوادهٔ او در این مدت بارها دربارهٔ ضعف جسمی او ابراز نگرانی کردند.

#### گزارش‌ها از وضعیت جسمی در زندان
زلیخا موسوی (مادر) و احمد رونقی (پدر) در گفتگوی اختصاصی با صدای آمریکا گفتند که «ضابطان قوهٔ قضاییه هر دو پای پسر آنها را شکسته‌اند و در ادارهٔ اطلاعات تبریز گفته‌اند که اگر مصاحبه کنید کل خانواده‌تان را نابود می‌کنیم». والدین او افزودند: «دو روز بعد از بازداشت، یعنی دوشنبه چهارم مهر حسین رونقی در تماسی تأیید کرده که پایش را شکسته‌اند. همچنین احمد رونقی تأکید کرده که صدای حسین رونقی را وقتی به مادرش گفته «پایم را شکستند» شنیده است». بر اساس اعلام مادر حسین رونقی او با همین وضعیت اقدامی برای درمانش نمی‌شود و بازجویی می‌شود.
خبرگزاری میزان وابسته به حکومت ایران می‌گوید پیگیری‌های به عمل آمده نشان می‌دهد ادعاهایی از جنس آسیب رسیدن به پاهای این فرد به هیچ وجه صحت نداشته است.
والدین او در پی بی‌خبری از فرزند بازداشت‌شده، روزها از صبح تا شب جلوی زندان اوین انتظار می‌کشیدند تا خبری از فرزندشان بگیرند، همچنین به گفتهٔ خانوادهٔ او، پدر رونقی در مقابل زندان سکته قلبی کرد و در بیمارستان بستری شد.

#### وخامت حال

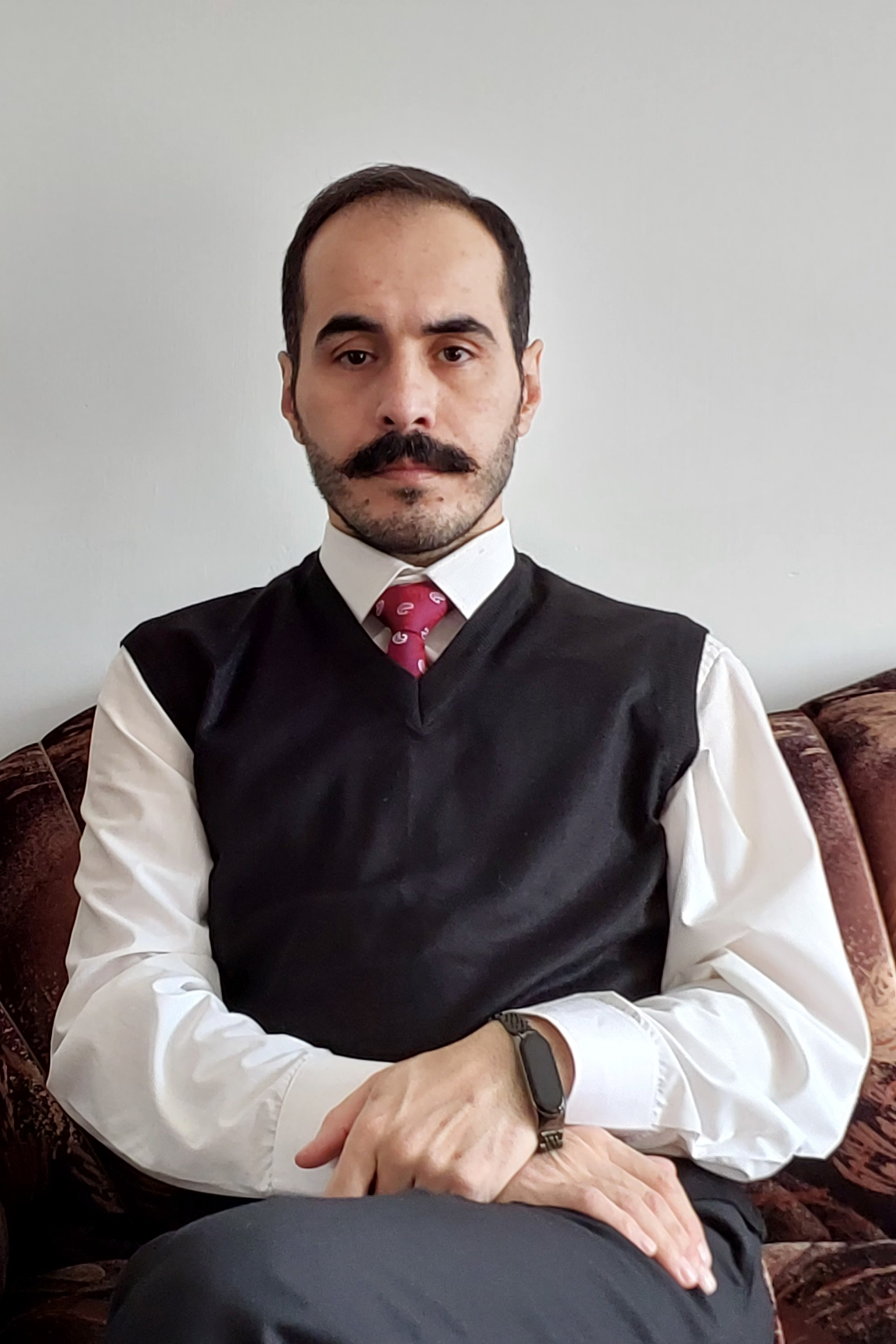
رونقی مدتی پس از آزادی موقت از زندان

۲۲ آبان ۱۴۰۱ جعفر پناهی و محمد رسول‌اف، در بیانیه‌ای از زندان اوین با ابراز نگرانی دربارهٔ وضعیت حسین رونقی نوشتند که هر لحظه امکان ایست قلبی او وجود دارد. این دو فیلمساز زندانی گفتند به عنوان شاهدان عینی در بند ۴ زندان اوین از نزدیک ناظر شرایط جسمی و روند رسیدگی به وضعیت او هستند و با اشاره به ۵۰ روز اعتصاب غذای تر رونقی و ابراز نگرانی نسبت به وضعیت او، افزودند که هر لحظه امکان وقوع آنچه برای بهنام محجوبی و بکتاش آبتین رخ داد برای حسین رونقی وجود دارد. پناهی و رسول‌اف همچنین هشدار دادند که حسین رونقی تصمیم دارد با آغاز یکشنبه ۲۲ آبان وارد اعتصاب غذای خشک شود و این تصمیم اعتراضی به این معنی است که خطری جدی جان او را تهدید می‌کند.
او که به‌دلیل اعتصاب غذای تَر در زندان از لحاظ جسمی در وضعیت وخیمی به سر می‌برد، قرار بود روز شنبه ۲۲ آبان به بیمارستان دی منتقل شود ولی به گفتهٔ برادرش او را به این بیمارستان نبردند. گروهی از مردم در واکنش به شرایط او، مقابل بیمارستان دی تجمع کردند و شعار «مرگ بر دیکتاتور» سر دادند. مأموران برای متفرق کردن آنها اقدام به تیراندازی و شلیک گاز اشک‌آور کردند.
۲۳ آبان هشتگ حسین رونقی با بیش از یک میلیون و ۸۰۰ هزار بار استفاده در توییتر ترند شد؛ همزمان مرکز رسانه قوه قضاییه ایران، با انتشار عکسی از حسین رونقی که مادرش نیز بر بالین او حاضر است، وضعیت جسمانی او را «مناسب» توصیف کرد. همان روز پدر حسین رونقی در گفت‌وگو با رادیو فردا گزارش رسانه‌های حکومتی جمهوری اسلامی مبنی بر تحت درمان قرار گرفتن پسرش را «دروغ محض» خواند و گفت این یک بازی بود که از طرف بازجو و دادستان انجام شده است.

#### آزادی موقت
حسین رونقی، شامگاه شنبه ۵ آذر برای درمان موقتاً آزاد و از زندان اوین به بیمارستانی در تهران منتقل شد.

### بازداشت ۱۴۰۳
حسین رونقی، صبح روز جمعه ۲۵ آبان ۱۴۰۳، در مسیر رفتن به مراسم خاکسپاری کیانوش سنجری، توسط نیروهای امنیتی بازداشت، وسایل الکترونیکی وی توقیف و پس از ساعاتی آزاد شد.

#### اقدام اعتراضی
در بامداد یک‌شنبه ۲۷ آبان، حسین رونقی با انتشار ویدیویی در شبکه‌های اجتماعی اعلام کرد که در اعتراض به جنایات جمهوری اسلامی و با لب‌هایی دوخته در مقابل دادگاه انقلاب تحصن خواهد کرد. ساعاتی بعد وی عکسی از خود با لب‌های دوخته در شبکه‌های اجتماعی منتشر کرد.

#### نشست فرماندهان بسیج
آبان ۱۴۰۱، در پی دسترسی گروه هکری بلک ریوارد به سامانه داخلی خبرگزاری فارس، این گروه فایل صوتی جلسه قاسم قریشی، جانشین فرماندهی بسیج با مدیران رسانه‌های نزدیک به سپاه پاسداران و بسیج را در حساب کاربری خود در تلگرام منتشر می‌کند که در آن جلسه به وضعیت حسین رونقی در زندان نیز پرداخته شده است.

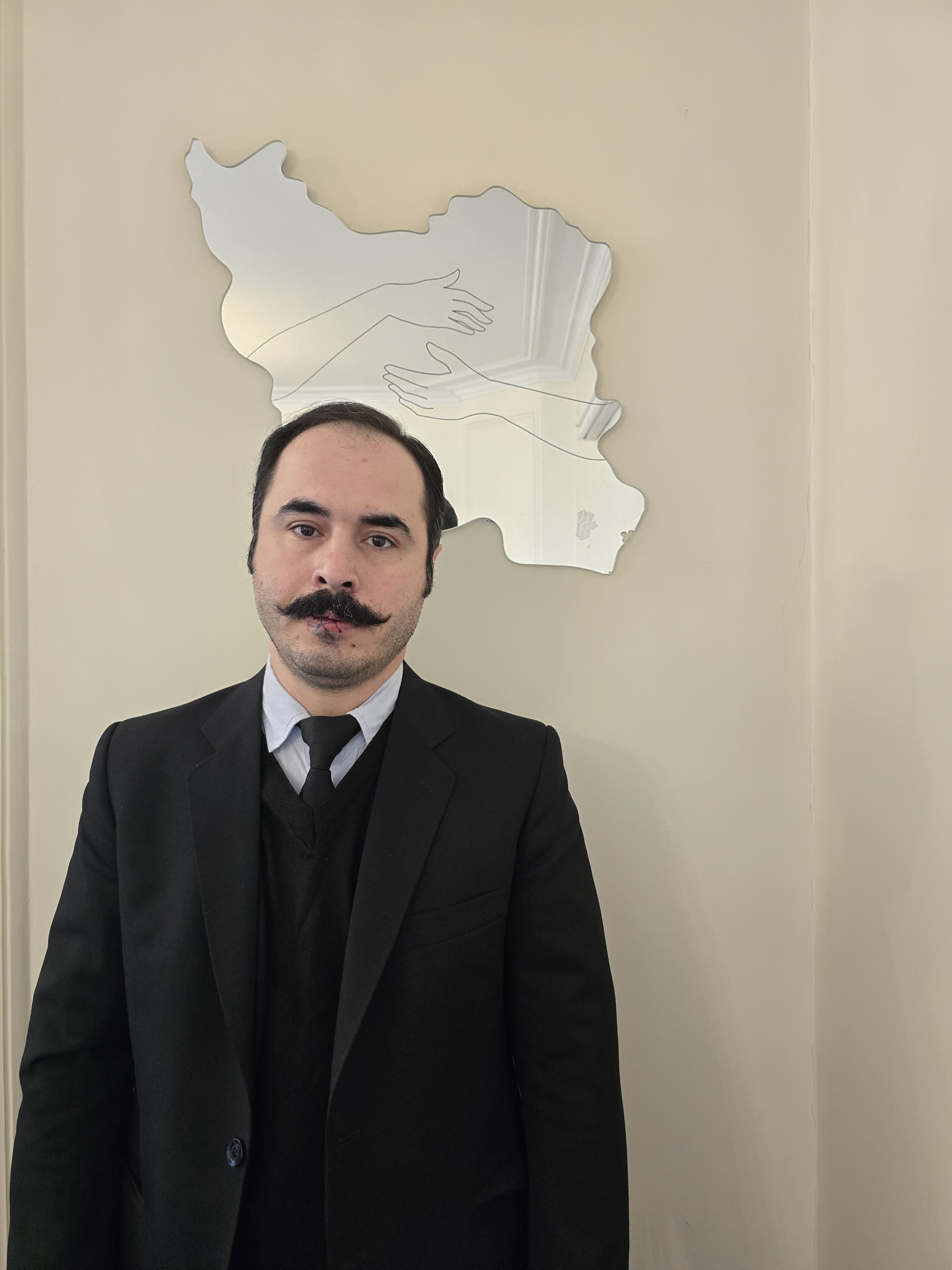
حسین رونقی، فعال حقوق بشر، با لب‌های دوخته

در این نشست مقام‌های امنیتی پس از انتقال حسین رونقی به زندان، به خاطر وضعیت سلامتی او نگران «تکرار قضیه مهسا امینی» شدند و مطرح می‌شود رونقی آذری است و او را با ستارخان، قهرمان جنبش مشروطه ایران، مقایسه می‌کنند. در فایل گفته می‌شود پاهای رونقی در زندان شکسته و وزن او به خاطر اعتصاب غذا به شدت کاهش می‌یابد. از سوی دیگر به خاطر تشدید بیماری قلبی رونقی، مسئولان نگران احتمال «سکته» او بودند.
در ادامه گفته می‌شود: «گفتیم هرجور شده یک عکس از این منتشر بشه که سالمه، نشسته و خونواده‌اش هم کنارش هستند. ظرف دو ساعت تصمیم‌گیری شد، بردنش اونجا عکس هم گرفته شد و منتقلش کردیم یک بیمارستان دیگه… هنوز حالش خوب نیست و مشکل قلبی داره. طرفدار هم زیاد داره.»

#### بیشترین جستجوی گوگل
در بررسی آمار کاربران ایرانی در آبان ۱۴۰۱ عبارت «حسین رونقی» در میان بیشترین جستجوهای گوگل قرار گرفت. جام جهانی، قیمت دلار، لاتاری، فیلترشکن، مولوی عبدالحمید و توماج صالحی نیز از دیگر عبارات پرجستجو در این ماه بودند.

### بازداشت در سال ۱۴۰۴
پس از جنگ دوازده روزه در روز ۲۷ خرداد ابتدا حسن رونقی، برادر او همراه با ضرب و شتم و در ۳ تیرماه حسین رونقی به دستور دادستان تهران و از سوی دادسرای فرهنگ و رسانه دستگیر و به مکان نامعلومی منتقل می‌شود. رونقی ابتدا در یکی از خانه‌های امن وزارت اطلاعات به اتهام «تبلیغ علیه نظام به نفع اسرائیل»، موضوع «ماده هشت قانون مقابله با اقدامات اسرائیل» زندانی شده بود. همچنین اجازه ملاقات وکلای او یعنی سعید جلیلیان و میلاد پناهی‌پور با او داده نشده و مقامات قضایی اعلام کرده‌اند فقط وکلای مورد تأیید قوه قضاییه می‌توانند در این پرونده حق وکالت داشته باشند.

او در توییتی نوشته بود: 
ملت ایران جنگ نمی‌خواهند؛ آن‌ها خواهان آزادی و آبادانی سرزمین‌شان هستند و زندگی معمولی می‌خواهند… اما در نظامی که سرکوب، سانسور و اعدام، بخشی از زندگی روزمره است، صدای مردم شنیده نمی‌شود.»
پس از ده روز بیخبر حسین یک تماس تلفنی کوتاه به خانواده اش محل بازداشت خود را زندان تهران بزرگ اعلام می‌کند. مای ساتو گزارش‌گر ویژه سازمان ملل در امور حقوق بشر ایران این رفتار با حسین رونقی را مصداق ناپدیدسازی قهری دانسته است.